# Бугославская, Евгения Яковлевна
Евге́ния Я́ковлевна Бугосла́вская (также Богуславская; 1899—1960) — советский астроном, доктор физико-математических наук, профессор МГУ.

## Биография
Родилась 21 декабря 1899 года в Москве. Родители: отец — Яков Михайлович Бугославский (1865—1957); мать — Надежда Александровна Бугославская (1868—1959), старшая сестра — Наталия Яковлевна Бугославская (1898—1958).
Начальное образование сёстры получили дома под руководством матери; астрономией они начали заниматься со школьных лет под влиянием отца, проявлявшего большой интерес к естествознанию и в частности к астрономии. Примечательно, что некоторые наблюдения солнечных пятен Евгении Бугославской тех лет уже входили в международные сводки наблюдений солнечной активности. С 1918 года сёстры состояли в Московском обществе любителей астрономии, а позднее работали в Коллективе наблюдателей (КОЛНАБ) при этом обществе.
В 1924 году Евгения Бугославская с отличием окончила астрономическое отделение физико-математического факультета Московского университета, который годом раньше (также с отличием) окончила её сестра Наталия. Будучи студенткой 2-го курса она стала работать вычислителем в Особой комиссии по исследованию Курской магнитной аномалии, спустя год перешла на работу на должность руководителя исследовательской группы в Вычислительном бюро при Московском обществе любителей астрономии, созданном для составления карт видимого движения планет, вычисления эфемерид малых планет, физических координат Луны. Эти данные были необходимы для издававшегося в те годы Нижегородским кружком любителей физики и астрономии «Русского астрономического календаря».
В 1925—1928 годах была аспирантом Астрономо-геодезического института при МГУ. В 1928—1932 годах работала в должности инженера-геодезиста в Военно-топографическом управлении РККА.
В 1932 году защитила кандидатскую диссертацию «Исследование объектива Астро-Тессар Цейсса с точки зрения обработки широкоугольных пластинок» и стала сотрудником ГАИШ, с 1934 года преподавала фотографическую астрометрию на механико-математическом факультете МГУ. В январе 1939 года перешла на кафедру астрономии Военно-воздушной инженерной академии имени Н. Е. Жуковского, где вскоре получила учёное звание доцента. Однако в 1940 году вернулась в МГУ. В годы Великой Отечественной войны вместе с научными коллективами МГУ и ГАИШ находилась в эвакуации в Свердловске.
В 1946 году была избрана учёным секретарём Центрального совета, в 1955 году — вице-президентом, а затем — председателем Всесоюзного астрономо-геодезического общества. В 1948 году защитила дркторскую диссертацию «Структура солнечной короны» и в 1949 году была назначена на должность профессора механико-математического факультета МГУ.
В 1955 году в новой обсерватории ГАИШ на Ленинских горах была начата установка и юстировка новых инструментов, в том числе широкоугольного астрографа АФР-1, разработанного под руководством Е. Я. Бугославской.
Основные труды в области фотографической астрометрии и исследований Солнца. Определила собственные движения звёзд в области восточной ветви тёмной туманности Тельца-Персея и туманности Ориона (1936—1937). Занималась наблюдениями двойных звёзд на 38-сантиметровом астрографе. Изучала погрешности телескопов и развивала методику работы на них в городских условиях, где главной помехой была освещённость неба.
Была одним из руководителей комплексной экспедиции по наблюдению солнечной короны в различных пунктах СССР во время полного солнечного затмения 19 июня 1936 года, принимала участие в обработке полученных материалов. Бугославской совместно с Сергеем Константиновичем Всехсвятским были выявлены структурные формы короны и установлено её вращение, что было подтверждено при наблюдениях следующего затмения, в 1941 году.
Е. Я. Бугославская была одним из руководителей наблюдений во время полных солнечных затмений 1941, 1945, 1952 и 1954 годов, принимала участие в обработке полученных материалов. Изучала тонкую структуру солнечной короны и внутренние движения в ней по материалам затмений 1887—1941 годов, зависимость наклона корональных потоков от фазы солнечной активности и гелиографической широты. Ещё одной областью интересов Бугославской были серебристые облака; она разработала методику астрометрической обработки их снимков.
Умерла 30 мая 1960 года, после тяжёлой и продолжительной болезни. Похоронена в Москве, на Ваганьковском кладбище (уч. № 54), рядом с могилами родителей и старшей сестры.